# Hr.Ms. Sperwer (1942)
Hr.Ms. Sperwer (MTB 235) ook bekend als Hr.Ms. MTB 235 was een Nederlandse motortorpedoboot. Het schip werd tijdens de Tweede Wereldoorlog, direct uit de bouwlijn bij de scheepswerf Vosper uit Portsmouth, van de Britten gekocht.
De Sperwer werd samen met de Arend, Valk en de Buizerd gekocht voor 100.000 Britse ponden. Het bedrag was volledig afkomstig uit het Prins Bernhardfonds. De Sperwer maakte deel uit van het 9e M.T.B.-flottielje dat eerst onder Brits en later onder Nederlands commando stond. Tijdens de Tweede Wereldoorlog voerde de Sperwer patrouilles uit op het Kanaal. De uitdienststelling van het schip op 16 december 1944 was een gevolg van het overplaatsen van manschappen van de motortorpedobootdienst naar de havendetachementen in bevrijd Nederland. Ruim een jaar later, in februari 1946, werd het schip verkocht.

## MTB 202
Van 17 april tot 5 juni 1942 had de Nederlandse marine de MTB 202 in bruikleen van de Britse marine, voor dit schip werd ook de naam Sperwer gebruikt.